# Skövde distrikt
Skövde distrikt är ett distrikt i Skövde kommun och Västra Götalands län. 
Distriktet ligger i och omkring Skövde. 

## Tidigare administrativ tillhörighet
Distriktet inrättades 2016 och utgörs av en del av området som Skövde stad omfattade till 1971, delen som före 1952 utgjordes av Öms socken samt den omfattning staden hade intill 1952 vari Skövde socken införlivats 1914.
Området motsvarar den omfattning Skövde församling hade 1999/2000 och fick 1974 när Öms församling införlivats.